# جوفان ميلادينوفيتش
جوفان ميلادينوفيتش، من مواليد 30 يناير 1939، وتوفي في 11 سبتمبر 1982، لاعب كرة قدم يوغسلافي سابق.
لعب مع منتخب يوغسلافيا لكرة القدم.

## مسيرته الكروية
لعب جوفان ميلادينوفيتش خلال مسيرته الاحترافية مع ناديين في أحد عشر موسمًا وسجل خلالها 10 أهداف ضمن 112 مباراة. حيث فاز في موسم واحد بالكأس وفي أربعة مواسم بالدوري.
خاض جوفان ميلادينوفيتش مسيرته مع نادي بارتيزان في موسم 1956–57 ليلعب معه عشرة مواسم، مشاركًا في 107 مباراة سجل خلالها 10 أهداف. ثم انتقل إلى نادي نورنبرغ في موسم 1966–67 لمدة موسم واحد، حيث شارك في 5 مباريات ولم يسجل أي هدف.

## روابط خارجية
- جوفان ميلادينوفيتش على موقع قاعدة بيانات كرة القدم.إي يو (الإنجليزية)
- جوفان ميلادينوفيتش على موقع بيانات كرة القدم. دي إي (الألمانية)
- جوفان ميلادينوفيتش على موقع ناشيونال فوتبول تيمز (الإنجليزية)
- جوفان ميلادينوفيتش على موقع عالم كرة القدم.نت (الإنجليزية)
- جوفان ميلادينوفيتش على موقع أوليمبيديا (الإنجليزية)